# Wiktor Zubkow (koszykarz)
Wiktor Aleksiejewicz Zubkow (ros. Виктор Алексеевич Зубков; ur. 24 kwietnia 1937 w Rostowie nad Donem, zm. 16 października 2016) – rosyjski koszykarz, występujący na pozycji środkowego, trzykrotny mistrz Europy, dwukrotny wicemistrz olimpijski, trener koszykarski, pułkownik sił zbrojnych, wykładowca akademicki.
Od 1966 do 1975 roku pracował jako starszy wykładowca Wojskowej Akademii Inżynieryjnej im. Waleriana Kujbyszewa. W 1975 roku został zastępcą szefa wydziału. Funkcję tę piastował do 1979 roku. Kolejne dwa lata spędził w Mozambiku, jako trener męskiej kadry koszykarskiej tego kraju. Po powrocie objął ponownie swoje poprzednie stanowisko na uczelni, gdzie pracował do 1994 roku.

## Osiągnięcia
Drużynowe
- dwukrotny zdobywca Pucharu Europy Mistrzów Krajowych (1961, 1963)
- Wicemistrz Pucharu Europy Mistrzów Krajowych (1965)
- 3. miejsce w Pucharze Europy Mistrzów Krajowych (1966)
- 4. miejsce w Pucharu Europy Mistrzów Krajowych (1962)
- 8-krotny mistrz ZSRR (1959–1966)[1]

Indywidualne
- Zaliczony do grona 50 Najlepszych Zawodników w historii rozgrywek FIBA (1991)
- Lider strzelców finałów Pucharu Europy Mistrzów Krajowych (1961)

Reprezentacja
- Brązowy medalista mistrzostw świata (1963)[1]
- trzykrotny mistrz Europy (1957, 1959, 1961)[1]
- dwukrotny wicemistrz olimpijski (1956, 1960)[1]
- MVP mistrzostw Europy (1959)[1]
- dwukrotny zwycięzca Spartakiady Narodów ZSRR (1959, 1963)

Inne
- Zasłużony Mistrz Sportu ZSRR (1961)[1]
- Odznaczony Orderem „Znak Honoru”, jako weteran sił zbrojnych (1960)[1]